# Gambrus wileyi
Gambrus wileyi är en stekelart som beskrevs av Brambila 1997. Gambrus wileyi ingår i släktet Gambrus och familjen brokparasitsteklar. Inga underarter finns listade i Catalogue of Life.